# Търговски регистър
Търговският регистър е единна централизирана електронна база данни, която се управлява от информационна система, за търговци, клонове на чуждестранни търговци и свързаните с тях обстоятелства, за които е предвидено със закон, че подлежат на вписване. За всеки търговец и клон на чуждестранен търговец се води отделно дело в електронна форма.
В него задължително се регистрират:
- фирмата и точният адрес;
- предмет на дейност;
- собственик;
- лично носещи отговорността съдружници;
- ръководството на фирмата;
- търговски пълномощия и други обстоятелства представени от Търговския закон;
- защитеност на фирмата – наименованието на фирмата може да се използва единствено от търговеца, който е регистрирал фирмата. При нарушено това право от чужда фирма, заинтересованите лица може да поискат прекратяване на понататъшното използване на тяхното фирмено наименование и обезщетение за вредите и щетите, които е понесла фирмата.

## България
В България Търговският регистър е нормативно уреден от Закона за търговския регистър, който урежда:
1. търговската регистрация;
2. съхраняването и достъпа до търговския регистър;
3. действието на вписванията, заличаванията и обявяванията.

Търговският регистър се води от Агенцията по вписванията към министъра на правосъдието. Агенцията осигурява автоматизирано подаване на информация на Национална агенция за приходите, както и на други субекти, определени със закон. Към окръжните съдилища вече няма да се водят търговските регистри, съответно всички налични дела следва да бъдат прехвърлени към Агенцията, където да се трансформират в електронна форма.